# Diocese de Alleppey
A Diocese de Alleppey (Latim:Dioecesis Alleppeyensis) é uma diocese localizada no município de Alappuzha, no estado de Querala, pertencente a Arquidiocese de Thiruvananthapuram na Índia. Foi fundada em 19 de junho de 1952 pelo Papa Pio XII. Com uma população católica de 181.019 habitantes, sendo 24,4% da população total, possui 68 paróquias com dados de 2020.

## História
Em 19 de junho de 1952 o Papa Pio XII cria a Diocese de Alleppey através do território da Diocese de Cochim. Em 2004 a Diocese de Alleppey tem sua província eclesiástica alterada, passando de Verapoly para Thiruvananthapuram.

## Lista de bispos
A seguir uma lista de bispos desde a criação da diocese em 1952.
|                    | Nome                        | Período            | Notas              |
| Bispos de Alleppey | Bispos de Alleppey          | Bispos de Alleppey | Bispos de Alleppey |
| ------------------ | --------------------------- | ------------------ | ------------------ |
| 4º                 | James Raphel Anamparambil   | 2019 - atual       |                    |
| 3º                 | Stephen Athipozhiyil        | 2001 - 2019        |                    |
| 2º                 | Peter Michael Chenaparampil | 1984 - 2001        |                    |
| 1º                 | Michael Arattukulam         | 1952 - 1984        |                    |